# Сант-Орсола-Терме
Сант-Орсола-Терме (итал. Sant'Orsola Terme) — коммуна в Италии, располагается в провинции Тренто области Трентино-Альто-Адидже.
Население составляет 1073 человека (2011 г.), плотность населения составляет 68 чел./км². Занимает площадь 15 км². Почтовый индекс — 38050. Телефонный код — 0461.
Покровительницей коммуны почитается святая Урсула, празднование 21 октября.

## Демография
Динамика населения:

## Администрация коммуны
- Официальный сайт: